# Gohar
Gohar, parfois orthographié Gauhar ou Gohur, de son nom complet Gohar Abdul Kayoum Mamajiwala, née en 1910 à Lahore et morte à Bombay en 1985, est une actrice et productrice indienne. 
Celle que l'on appelle alors « Miss Gohar » jouit d'une grande popularité pendant toute sa carrière d'actrice, entre 1925 et 1940. Elle n'a d'égale que de Sulochana dont elle est contemporaine. Avec Chandulal Shah, elle cofonde et codirige  le studio Ranjit qui devient un des studios de cinéma les plus importants de Bombay dès le milieu des années 1930.  

## Biographie

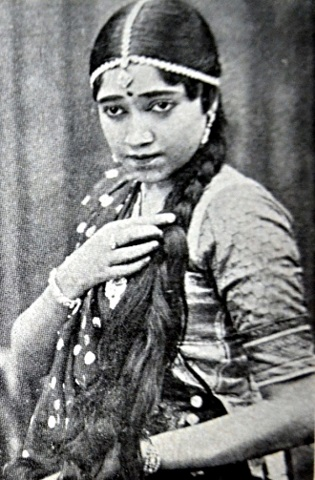
Gohar dans My Darling (1930)

Gohar est née le 19 novembre 1910 à Lahore dans une famille musulmane. Son père, Seth Kayoum Mamajiwala est propriétaire d'une compagnie de théâtre et sa mère, Putlibai est actrice,. Un ami de son père propose à la jeune Gohar de faire du cinéma et ses parents, initialement réticents, finissent par accepter. Elle est engagée en 1925 par Krishna Films, partenaire de Kohinoor, le studio indien le plus important de l'époque.

### Les débuts chez Kohinoor
Gohar fait ses débuts dans Baap Kamai de Kanjibhai Rathod. Gangaram est le héros dans ce drame moderne dans lequel elle tient un rôle secondaire. Mais elle gagne un salaire confortable de 300 roupies par mois, et le film est une réussite commerciale. Sa carrière est lancée. Quelques mois plus tard, elle joue le rôle principal de la princesse dans Lanka Ni Ladi où elle fait face à Khalil qui incarne un berger soumis à de nombreuses épreuves pour gagner la main de la belle. Ce film du studio Kohinoor est le plus grand succès de l'année en Inde, installant la notoriété de la jeune femme dont le jeu émouvant séduit le public. 
Elle forme souvent avec Khalil le couple-vedette des films qu'elle tourne en cascade pour Kohinoor l'année suivante. Homi Master, un des réalisateurs-maison les plus prolifiques, est fréquemment derrière la caméra. C'est le cas dans Shirin Farhad où Gohar joue la princesse Shirin. Lors des préparatifs d'une scène, Homi Master fait une chute et se casse la jambe. Il est remplacé par Chandulal Shah qui était son assistant sur le film. Pour la première fois, ce dernier dirige Gohar. C'est le début d'une association qui durera près de 50 ans pendant lesquels Chandulal Shah réalisera la majorité des films de Gohar.   
Quelque temps plus tard, toujours en 1926, Typist Girl réuni les deux plus grandes vedettes féminines indiennes du moment Sulochana et Gohar, toutes deux salariées de Kohinoor. Fidèle à son image moderne et occidentalisée, Sulochana tient le rôle principal de la secrétaire, tandis que Gohar incarne le personnage tragique de l'épouse tourmentée d'un alcoolique. Le film est un grand succès tout comme le sera l'année suivante Gun Sundari, un autre film social dans lequel Gohar introduit le personnage archétypal de l'épouse dévouée contrainte de s'occidentaliser pour regagner son mari volage.       
Les tensions au sein de Kohinoor entraînent le départ en 1928 de Chandulal Shah et Gohar pour Sri Jagdish Films pour lequel ils participent à quatre films où elle est en tête d'affiche.       

### Le studio Ranjit
En juin 1929, Chandulal Shah et Gohar prennent leur indépendance en fondant Ranjit Film Company qui deviendra Ranjit Movietone avec l'arrivée du parlant en 1931. L'auteur-réalisateur et la star se consacrent principalement aux films sociaux tels que Pati Patni, leur première production. Le nouveau studio attire les vedettes de l'époque, c'est ainsi que Gohar partage l'écran avec D. Bilimoria dans Rajputani (1929) et  Divani Dilbar (1930). Il est également son partenaire dans Devi Devayani, le premier talkie de Ranjit Movietone qui sort sur les écrans en septembre 1931.
Gohar effectue la transition vers le parlant sans difficultés. Elle parle hindi, urdu ainsi qu'un peu de persan depuis son enfance et a pratiqué la danse et le chant. Devi Devayani, basé sur un thème mythologique, est une réussite commerciale. C'est aussi le cas l'année suivante dans un autre film mythologique, Sati Savitri, où elle fait ses débuts en gujarati. Celle que son studio promeut sous le nom de « Glorious Gohar » est maintenant solidement installée au firmament.
Elle revient aux films sociaux avec Miss 1933 qui explore le thème du droit des femmes à choisir leur mari. E. Bilimoria lui donne à présent la réplique en remplacement de son frère qui retrouve Sulochana. L'engouement du public est tel que Gohar inspire une tendance vestimentaire et la mode de porter des lunettes de soleil. Elle tourne dans la foulée des remakes de ses plus grands succès du muet Vishva Mohini en 1933 et surtout Gun Sundari en 1934, puis revient à un film social très moderne avec Barrister Ki Bibi en 1935.
Le studio Ranjit est devenu en quelques années un des plus importants de Bombay, mais les films suivants de Gohar ne rencontrent plus la même adhésion. Elle décide alors de quitter la carrière d'actrice de cinéma tant qu'elle est encore au sommet. Chandulal Shah lui offre Achhut, son dernier film, qui sort en hindi et gujarati en décembre 1939. Une dernière fois elle émeut le public avec un personnage de jeune femme intouchable qui se révolte contre l'injustice. Le film qui évoque un thème cher à Gandhi arrive troisième au box-office en 1940.

### Les dernières années

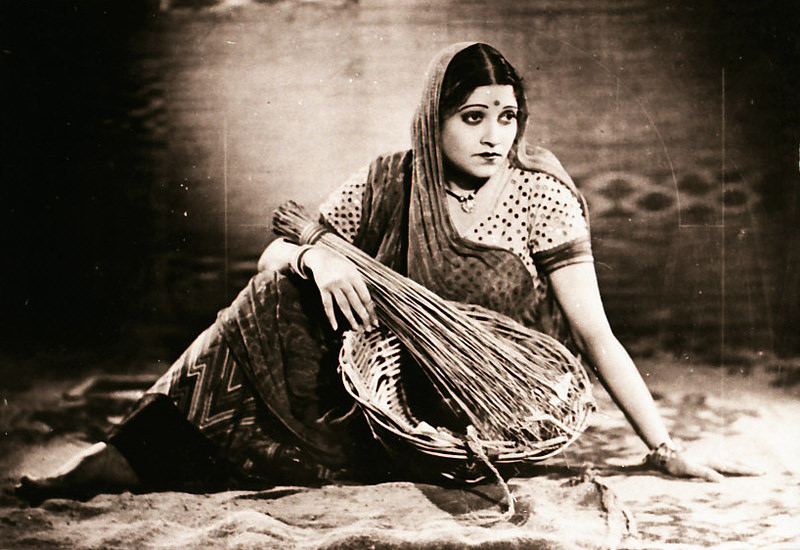
Gohar dans Achhut (1940)

Gohar continue de s'investir dans le développement du studio Ranjit aux côtés de Chandulal Shah après la fin de sa carrière d'actrice. Elle apparaît de temps en temps dans des manifestations publiques, mais l'essentiel de son travail est effectué dans l'enceinte du studio qui compte jusqu'à 730 employés en 1945. Le duo annonce en fanfare la production de leur centième film parlant en avril 1946, mais les nuages s'amoncellent déjà. Une succession d'échecs commerciaux ainsi que le départ de vedettes importantes mettent Ranjit en difficulté.
En novembre 1949, le syndicat des employés de cinéma proteste à  la suite du licenciement de 24 techniciens et réclame bruyamment des avantages sociaux à Gohar et Chandulal Shah.  L'année suivante, leurs biens dont l'immeuble de Gohar près de l'Opéra royal de Bombay sont hypothéqués pour tenter de sauver le studio. Toujours en 1950, un incendie ravage les locaux et détruit la plus grande partie des archives, dont l'ensemble des films de Gohar. Une rumeur insistante prétend qu'il s'agit d'une tentative d'escroquerie à l'assurance,. 
Un groupe de sept techniciens forme Technician United auquel Gohar et Chandulal Shah donnent progressivement le contrôle du studio dans les années 1950. Les partenaires restent soudés dans l'adversité et ils organisent même en 1958 la réception publique de Nargis de retour du Festival international du film de Karlovy Vary. En 1963, Gohar et Chandulal Shah se retirent définitivement, laissant les rênes du studio Ranjit à Technician United.
Gohar meurt à Bombay le 28 septembre 1985. Son appartement hypothéqué est vendu peu après.

### Vie privée
Il ne semble pas que Gohar se soit mariée avec Chandulal Shah. Il était lui-même marié à Kesarben et avait un fils, Navin. 

## Filmographie

### Films muets

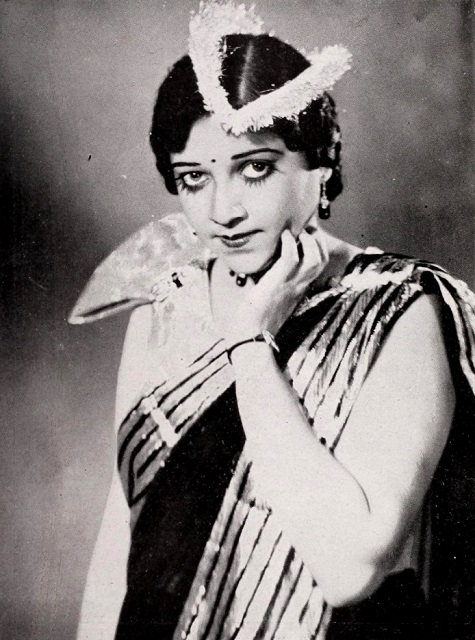
Gohar (vers 1938)

- 1925 : Baap Kamai / Fortune and Fools de Kanjibhai Rathod
- 1925 : Ghar Jamai / Henpecked Husband de Homi Master
- 1925 : Lanka Ni Laadi / Fairy of Ceylon de Homi Master
- 1926 : Briefless Barrister de Homi Master
- 1926 : Delhi Ni Thug / Thief Of Delhi de Homi Master
- 1926 : Lakho Vanjaro de Homi Master
- 1926 : Mena Kumari de M.D. Bhavnani
- 1926 : Mumtaz Mahal de Homi Master
- 1926 : Prithvi Putra de Gajanan S. Devare
- 1926 : Ra Kawat / Pranay Milan de M.D. Bhavnani
- 1926 : Samrat Shiladitya de M.D. Bhavnani
- 1926 : Sati Jasama / Jasma Odan de Homi Master
- 1926 : Shirin Farhad / At the Altar of Love de Homi Master
- 1926 : Typist Girl / Why I Became a Christian de Chandulal Shah et Gajanan S. Devare
- 1927 : Bhaneli Bhamini / Educated Wife de Homi Master
- 1927 : Gun Sundari / Why Husbands Go Astray de Chandulal Shah
- 1927 : Sati Madri de Chandulal Shah et Narayan Devare
- 1927 : Sindh Ni Sumri / Sumri Of Sindh de Chandulal Shah
- 1928 : Grihalaxmi / Sansar Leela de Chandulal Shah
- 1928 : Vishva Mohini de Chandulal Shah
- 1929 : Bhikharn / Beggar Girl de Chandulal Shah
- 1929 : Chandramukhi de Chandulal Shah
- 1929 : Pati Patni / Husband and Wife de Chandulal Shah
- 1929 : Rajputani de Chandulal Shah
- 1930 : Divani Dilbar / My Darling de Chandulal Shah
- 1930 : Pahari Kanya / The Wild Flower de Nandlal Jaswantlal
- 1930 : Raj Laxmi de Chandulal Shah

### Films parlants
- 1931 : Devi Devayani de Chandulal Shah
- 1932 : Radha Rani de Chandulal Shah
- 1932 : Sati Savitri de Chandulal Shah [note 6]
- 1932 : Sheilbala de Chandulal Shah
- 1933 : Miss 1933 de Chandulal Shah
- 1933 : Vishva Mohini de Chandulal Shah
- 1934 : Gun Sundari de Chandulal Shah
- 1934 : Tara Sundari de Chandulal Shah
- 1934 : Toofani Taruni de Chandulal Shah
- 1935 : Barrister Ki Bibi / Barrister’s Wife de Chandulal Shah
- 1935 : Desh Dasi de Chandulal Shah
- 1935 : Keemti Aansoo de Chandulal Shah
- 1936 : Prabhu Ka Pyara de Chandulal Shah
- 1936 : Sipahi Ki Sajni / Sipahini Sajni de Chandulal Shah
- 1937 : Pardesi Pankhi /  Flower Bird de Chandulal Shah
- 1939 : Achhut / The Untouchable de Chandulal Shah